# 鏡花水月
『鏡花水月』（きょうかすいげつ）は、The SHIGOTONINのシングルである。2009年2月4日発売。発売元はジャニーズ・エンタテイメント。

## 概要
テレビ朝日系新春ドラマスペシャル『必殺仕事人2009』の主題歌として使用されたのち、連続ドラマ『必殺仕事人2009』にも使用された。以降、2023年現在まで、必殺シリーズの主題歌には一貫して本曲が使われている。シリーズ途中で大倉忠義が降板し、後のシリーズ以降で田中聖や知念侑季が出演しているが、『仕事人2009』以降は一貫して、東山・松岡・大倉の歌唱である。
タイトルになっている「鏡花水月」とは、鏡に映った花や水に映った月のように、目には見えているが手に取ることのできないもののこと。
通常盤と初回限定盤の2形態での販売となっており、初回限定盤は3面6Pジャケット、ミュージッククリップとメイキング映像収録のDVDが付属している。

## 収録曲

### CD
※（オリジナル・カラオケ）は通常盤のみ収録。
1. 鏡花水月 (5:07)
作詞：Satomi、作曲：大智、編曲：家原正樹
2. 涙枯れるまで (3:55)
作詞：唐明日香・Satomi、作曲：平尾昌晃、編曲：家原正樹
3. 鏡花水月（オリジナル・カラオケ）
4. 涙枯れるまで（オリジナル・カラオケ）

### DVD
※初回限定盤のみ
1. 鏡花水月（Music Clip）
2. 鏡花水月（Making）